# IC 5026
IC 5026 — галактика типу Scd () у сузір'ї Октант.
Цей об'єкт міститься в оригінальній редакції індексного каталогу.